# Kantorowice (Lewin Brzeski)
Kantorowice (deutsch Kantersdorf, auch Cantersdorf) ist eine Ortschaft in der Gemeinde Lewin Brzeski im Powiat Brzeski der Woiwodschaft Oppeln.

## Geographie

### Geographische Lage
Das Straßendorf Kantorowice liegt im Südosten der historischen Region Niederschlesien an der Grenze zu Oberschlesien. Der Ort liegt etwa ein Kilometer westlich vom Gemeindesitz Lewin Brzeski (Löwen), 18 Kilometer südöstlich von der Kreisstadt Brzeg (Brieg) und 32 Kilometer nordwestlich von der Woiwodschaftshauptstadt Oppeln.
Kantorowice liegt in der Nizina Śląska (Schlesische Tiefebene) am Rande der Dolina Nysy Kłodzkiej (Glatzer Neiße-Tal) hin zur Równina Wrocławska (Breslauer Ebene). Kantorowice liegt am linken Ufer der Glatzer Neiße sowie an einem Altarm der Glatzer Neiße. Durch den Ort verläuft die Woiwodschaftsstraße Droga wojewódzka 458.

### Nachbarorte
Nachbarorte von Kantorowice sind im Westen Ptakowice (Taschenberg), im Nordwesten Nowa Wieś Mała (Klein Neudorf), im Osten der Gemeindesitz Lewin Brzeski (Löwen) sowie im Süden Stroszowice (Stroschwitz).

## Geschichte

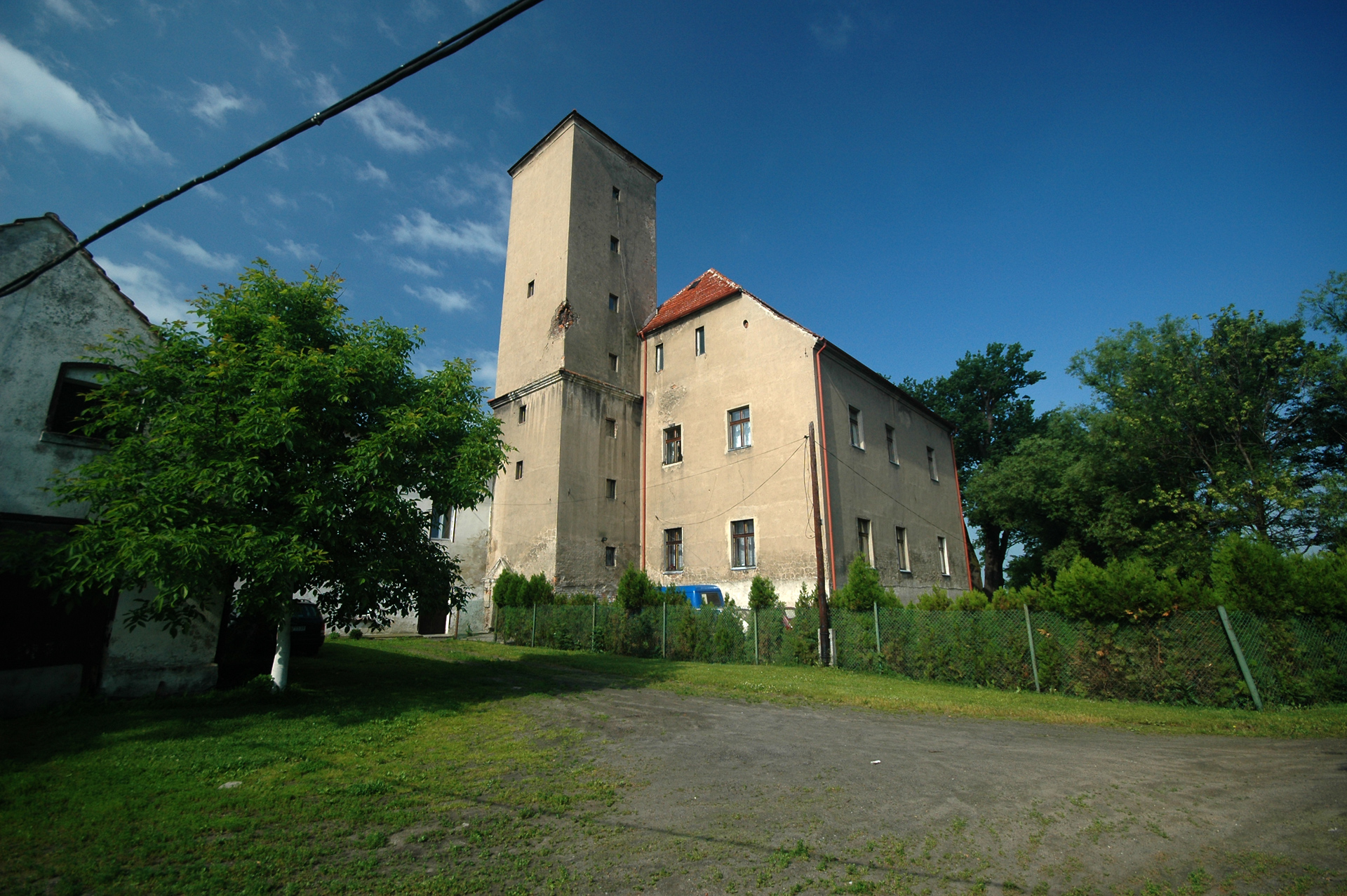
Schloss Kantersdorf

Erstmals urkundlich erwähnt wurde der Ort im Jahr 1359 als Cantersdorf. Der Bereich um Kantersdorf war bereits in der Jungsteinzeit teilweise besiedelt. Dies belegen mehrere archäologische Ausgrabungen im Ort. Um 1600 wurde in Kantersdorf das Renaissanceschloss unter den Fürsten von Brieg erbaut.
Nach dem Ersten Schlesischen Krieg 1742 fiel Kantersdorf mit dem größten Teil Schlesiens an Preußen.
Nach der Neuorganisation der Provinz Schlesien gehörte die Landgemeinde Kantersdorf ab 1816 zum Landkreis Brieg im Regierungsbezirk Breslau. 1845 bestanden im Dorf ein Schloss, ein Vorwerk, eine evangelische Schule, eine Brauerei, eine Brennerei und 84 Häuser. Im gleichen Jahr lebten in Kantersdorf 384 Menschen, davon 48 katholisch. 1874 wurde der Amtsbezirk Taschenberg-Michelau gegründet, welcher aus den Landgemeinden Cantersdorf, Jeschen, Klein Neudorf, Michelau, Taschenberg und den Gutsbezirken Cantersdorf, Klein Neudorf und Taschenberg bestand. 1885 zählte Kantersdorf 370 Einwohner.
1933 hatte Kantersdorf 395 sowie 389 Einwohner. Bis 1945 befand sich der Ort im Landkreis Brieg.
Als Folge des Zweiten Weltkriegs fiel der deutsche Ort Kantersdorf 1945 wie der größte Teil Schlesiens unter polnische Verwaltung. Nachfolgend wurde der Ort in Kantorowice umbenannt und der Woiwodschaft Schlesien angeschlossen. 1950 wurde es der Woiwodschaft Oppeln eingegliedert. 1999 kam der Ort zum neu gegründeten Powiat Breszki (Kreis Brieg).

## Sehenswürdigkeiten
- Das Schloss Kantersdorf ist ein Renaissancebau und entstand um 1600 unter den Fürsten von Brieg. 1720 ging der Bau in den Besitz der Stadt Brieg. im 19. Jahrhundert wurde ein Teil des Schlosses abgetragen und umgebaut. 1936 wurde die Anlage saniert. Das zweigeschossige Backsteingebäude besitzt einen rechteckigen Grundriss, einen viergeschossigen quadratischen Turm sowie ein Fachwerkdach. Die Fassade war ursprünglich mit Sgraffiti versehen. Im Erdgeschoss an der nordöstlichen Seite liegt ein Saal, welcher mit Klostergewölben und Stuckrippen versehen ist. Im Obergeschoss existiert ein Saal, welcher Reste eines Deckengebälk mit Szenen aus einer Jagd besitzt. Umgeben ist das Gebäude von einem Wassergraben. Die ehemals zum Schloss führende Holzbrücke wurde 1997 zerstört. Die angrenzenden Wirtschaftsgebäude und Speicher stammen aus dem 18. Jahrhundert.[7] Das Schloss befindet sich heute in Privatbesitz.[8] Das Schloss sowie die angrenzenden Vorwerksgebäude befinden sich seit 1964 unter Denkmalschutz.[9]